# Milunka Lazarević
Milunka Lazarević Marković (Šantarovac, 1º dicembre 1932 – Belgrado, 15 dicembre 2018) è stata una scacchista e giornalista serba (jugoslava fino al 1992), Grande Maestro Femminile.

## Carriera scacchistica
Per oltre trent'anni, dal 1950 fino alla metà degli anni '80, è stata una delle più forti giocatrici jugoslave. Vinse per undici volte (dal 1952 al 1982) il Campionato jugoslavo femminile, record nazionale.
Partecipò alle selezioni di diversi Campionati del mondo femminili. Nel 1954 fu terza nel torneo zonale di Castelnuovo, nel 1957 seconda a Venezia, pari prima nel 1960 a Vrnjačka Banja, terza a Bad Neuenahr nel 1963, Al torneo delle candidate di Sukhumi del 1964 si classificò pari prima con Alla Kushnir e Tat'jana Zatulovskaja, ma nel play-off prevalse la Kushnir.
Partecipò a sei Olimpiadi degli scacchi dal 1963 al 1984, sempre in prima scacchiera, vincendo la medaglia d'oro di squadra alle Olimpiadi femminili di Spalato nel 1963.
Tra gli altri risultati:
- 1971:  pari seconda nell'interzonale femminile di Ohrid (vinto da Nana Alexandria);
- 1972:  prima a Wijk aan Zee, Belgrado e Emmen;
- 1978:  prima nello zonale di Travnik.

Ottenne il titolo di Arbitro Internazionale nel 1970 e di Grande Maestro Femminile nel 1976.
Ha svolto per molti anni l'attività di giornalista scacchistica, particolarmente per la rivista New in Chess. Ha scritto diversi articoli su Boris Spassky e Garri Kasparov. Dalla metà degli anni '80 ha diradato l'attività agonistica, ma ha partecipato a qualche torneo fino al 2008.
Per il suo stile sempre rivolto all'attacco e la sua forza tattica, la ex campionessa del mondo Nona Gaprindashvili la ha definita  "il Tal degli scacchi femminili".